# روبرت د. راسيل
روبرت د. راسيل هو رياضياتي كندي، ولد في 1945.

## وصلات خارجية
- الموقع الرسمي